# مری ویلسون، بارونس ویلسون ریوو
گلادیس مری ویلسون، بارونس ویلسون ریوو ( ۱۲ ژانویه ۱۹۱۶ – ۶ ژوئن ۲۰۱۸) شاعر انگلیسی و همسر هارولد ویلسون بود که دو بار به عنوان نخست وزیر انگلیس انتخاب شد. نخستین همسر نخست وزیری که صد ساله عمر کرد، او تا ۱۰۲ سال، ۱۴۵ روز زندگی کرد.